# Anormenis nivea
Anormenis nivea är en insektsart som först beskrevs av Lethierry 1881.  Anormenis nivea ingår i släktet Anormenis och familjen Flatidae. Inga underarter finns listade i Catalogue of Life.